# Karl-Heinz Schrey
Karl-Heinz Schrey (* 28. Mai 1945) ist ein ehemaliger deutscher Automobilrennfahrer.

## Karriere
Karl-Heinz Schrey begann Anfang der 1970er Jahre im Tourenwagensport.
1972 und 1973 trat er mit einem BMW 2002 in der 2. Division der Deutschen Rennsport-Meisterschaft (DRM) an. In seiner zweiten DRM-Saison fuhr er beim Rennen in Kassel-Calden auf den fünften Platz und erzielte damit sein bestes Rennergebnis in der Meisterschaft. Beim Rennen davor in Mainz-Finthen konnte er sich auf den achten Rang platzieren. Das Rennen auf dem Nürburgring um den Rheinland-Pfalz Preis beendete er mit den 15. Platz. In der Meisterschaft 1973 kam Schrey mit elf Punkten auf dem 24. Gesamtrang.
Daneben startete er bei verschiedenen Nichtmeisterschaftsläufen und konnte 1973 mit einem Porsche 914/6 ein Rennen in Zolder gewinnen. Beim ADAC-Super-Sprint-Rennen 1979 auf dem Nürburgring erreichte er mit einem VW Golf in der Gruppe 1 bis 1600 cm³ hinter dem Klassensieger Heinz-Friedrich Peil den zweiten Platz.
Von 1986 bis zu dessen Einstellung 1989 trat Karl-Heinz Schrey im Porsche 944 Turbo Cup an. Dort konnte er 1986 und 1988 mit jeweils dem neunten Platz seine besten Gesamtergebnisse verzeichnen.
1994 fuhr er mit Wagner Racing im Porsche Carrera Cup Deutschland. Danach beendete er seine aktive Motorsportkarriere.